# Raavanan
Pour plus de détails, voir Fiche technique et Distribution.
Raavanan est un thriller indien de Kollywood, réalisé par Mani Ratnam, sorti le 18 juin 2010 en Inde.
Il existe une version en hindi, Raavan, est réalisée simultanément avec une distribution légèrement différente.
Le scénario s'inspire librement de l'épopée mythologique du Ramayana.

## Fiche technique
Sauf indication contraire, les informations mentionnées dans cette section peuvent être confirmées par la base de données cinématographiques IMDb,  présente dans la section « Liens externes ».
- Titre original : Raavanan
- Réalisation : Mani Ratnam
- Scénario : Mani Ratnam
- Direction artistique : Samir Chanda
- Paroles : Gulzar
- Costumes : Sabyasachi Mukherjee
- Son : Tappas Nayak, C. Sethu
- Photographie : Manikandan, Santosh Sivan
- Montage : Sreekar Prasad
- Musique : A.R. Rahman
- Production : Mani Ratnam, Sharada Trilok
- Sociétés de production : Madras Talkies, Reliance Big Pictures
- Sociétés de distribution : Reliance Big Pictures
- Budget de production : 550 000 000 ₹
- Pays d'origine :  Inde
- Langue : Tamoul
- Format : Couleurs - 2,35:1 - DTS / Dolby Digital / SDDS - 35 mm
- Genre : Action, aventure, drame, policier, romance, thriller
- Durée : 128 minutes (2 h 08)
- Dates de sorties en salles  :

 Inde : 18 juin 2010
 États-Unis : 13 mars 2011 (CAAMFest)
 Japon : 24 octobre 2010 (Festival international du film de Tokyo)
 Suède : 22 novembre 2010 (Festival international du film de Stockholm)

## Distribution
- Prithviraj Sukumaran : Dev Prakash Subramaniam[1]
- Aishwarya Rai : Ragini Subramaniam[2]
- Vikram : Veeraiya[3]
- Karthik : Gnanaprakasam
- Prabhu : Singarasu
- Priyamani : Vennila
- John Vijay : Hemanth Shankar
- Munna : Sakkara
- Vaiyapuri : Raasathi
- Ranjitha : Annam
- Varsha : Poonkodi
- Ashwanth Thilak : Velan
- Stanley : Padakotti
- Azhagam Perumal : photographe
- Chaams : le photographe au mariage
- Lakshmy Ramakrishnan : la mère de Velan
- Saravana Subbiah : Ranjith

## Musique

### Bande originale
Albums de A.R. Rahman
Vinnaithaandi Varuvaayaa
(2010) Puli
(2010)
La bande originale du film sont composées par A.R. Rahman. Elle contient 6 chansons. Les paroles furent écrites par Gulzar. Elle est sortie le 5 mai 2010 sous le label Sony Music.
Version tamoul (tracklist)
| 1.    | Veera (Paroles : Mani Ratnam) | Vijay Prakash, Mustafa Kutoane                    | 3:15 |
| 2.    | Usure Pogudhey                | Karthik                                           | 6:04 |
| 3.    | Kodu Poatta                   | Benny Dayal                                       | 4:58 |
| 4.    | Kaattu Sirukk                 | Shankar Mahadevan, Anuradha Sriram                | 5:54 |
| 5.    | Kalvare                       | Shreya Ghoshal                                    | 4:11 |
| 6.    | Keda Kari                     | Benny Dayal, Bhagyaraj, A. R. Reihana, Tanvi Shah | 5:11 |
| 29:36 |                               |                                                   |      |

Édition
| No | Titre                | Interprètes                     | Durée |
| -- | -------------------- | ------------------------------- | ----- |
| 1. | Naan Varuvean        | A. R. Rahman, Jali Fily Cisokho | 4:09  |
| 2. | Lament of The Leaves | Bruno Conn                      | 2:45  |
| 3. | Restless Mystic      | Instrumental                    | 1:19  |
| 4. | Yaaro Yevalo         | Chinnaponnu, Sangeetha          | 3:18  |
| 5. | Kalingathu Bharani   | Chœurs                          | 2:57  |

Version télougou
| 1.    | Veera           | Vijay Prakash, Mustafa Kutoane                              | 3:15 |
| 2.    | Usure Poyene    | Karthik                                                     | 6:04 |
| 3.    | Kullu Pudithe   | Devi Sri Prasad, Benny Dayal                                | 4:58 |
| 4.    | Kaanala Chilaka | Anuradha Sriram, Naresh Iyer                                | 5:54 |
| 5.    | Kaavule         | Anktitha                                                    | 4:11 |
| 6.    | Gudaa Gudaa     | Bhagyaraj, Tanvi Shah, Suvi, Shubha, Naresh Iyer, Sangeetha | 5:11 |
| 29:36 |                 |                                                             |      |

## Distinctions
| Date           | Distinction           | Catégorie                             | Nom                                  | Résultat   |
| -------------- | --------------------- | ------------------------------------- | ------------------------------------ | ---------- |
| 25 juin 2011   | Vijay Awards          | Meilleur acteur                       | Vikram                               | Lauréat    |
| 25 juin 2011   | Vijay Awards          | Meilleure actrice                     | Aishwarya Rai                        | Nomination |
| 25 juin 2011   | Vijay Awards          | Meilleur photographe                  | Santhosh Sivan                       | Nomination |
| 25 juin 2011   | Vijay Awards          | Meilleur chanteur de play-back        | Karthik (pour Usure Pogudhey)        | Nomination |
| 25 juin 2011   | Vijay Awards          | Meilleure chanteuse de play-back      | Kaattu Sirukki (pour Usure Pogudhey) | Nomination |
| 25 juin 2011   | Vijay Awards          | Réalisateur favori                    | Mani Ratnam                          | Nomination |
| 25 juin 2011   | Vijay Awards          | Actrice favorite                      | Aishwarya Rai                        | Nomination |
| 2 juillet 2011 | Filmfare Awards South | Meilleur acteur                       | Vikram                               | Lauréat    |
| 2 juillet 2011 | Filmfare Awards South | Meilleur chanteur de play-back        | Karthik (pour Usure Pogudhey)        | Lauréat    |
| 2 juillet 2011 | Filmfare Awards South | Meilleure actrice dans un second rôle | Aishwarya Rai                        | Nomination |
| 2 juillet 2011 | Filmfare Awards South | Meilleur acteur dans un second rôle   | Prithviraj Sukumaran                 | Nomination |
| 2 juillet 2011 | Filmfare Awards South | Meilleur parolier                     | Vairamuthu (pour Usure Pogudhey)     | Nomination |